# Saarstrecke
| |                                                             |                                                         |                                                         |
| Streckennummer (DB): | 3230 3295 Bous–Völklingen Walzwerke                         |                                                         |                                                         |
| Kursbuchstrecke (DB): | 685                                                         |                                                         |                                                         |
| Kursbuchstrecke: | 265 (1946)                                                  |                                                         |                                                         |
| Streckenlänge: | 88,3 km                                                     |                                                         |                                                         |
| Spurweite: | 1435 mm (Normalspur)                                        |                                                         |                                                         |
| Streckenklasse: | D4                                                          |                                                         |                                                         |
| Stromsystem: | 15 kV 16,7 Hz ~                                             |                                                         |                                                         |
| Maximale Neigung: | 12,5 ‰                                                      |                                                         |                                                         |
| Minimaler Radius: | 303 m                                                       |                                                         |                                                         |
| Streckengeschwindigkeit: | 140 km/h                                                    |                                                         |                                                         |
| Zugbeeinflussung: | PZB (durchgehend)                                           |                                                         |                                                         |
| Zweigleisigkeit: | (durchgehend) dreigleisig: Bous (Saar)–Völklingen Walzwerke |                                                         |                                                         |
| |                                                             |                                                         |                                                         |
| \| \| \| von Trier \| \| \| \| 81,6 \| Karthaus \| Karthaus \| \| \| \| nach Thionville und nach Luxemburg, Trierer Weststrecke \| \| \| \| 80,4 \| Konz Kuag (Awanst) \| Konz Kuag (Awanst) \| \| \| \| von Luxemburg und von Trierer Weststrecke \| \| \| \| 79,2 \| Konz \| Konz \| \| \| 74,8 \| Kanzem \| Kanzem \| \| \| 72,2 \| Wiltingen (Saar) \| 143 m \| \| \| 69,0 \| Schoden-Ockfen \| Schoden-Ockfen \| \| \| 64,8 \| Saarburg (Bz Trier) \| 147 m \| \| \| 61,2 \| Serrig \| Serrig \| \| \| 54,9 \| Taben \| Taben \| \| \| 54,9 \| Hartsteinwerke J. Düro (Awanst) \| Hartsteinwerke J. Düro (Awanst) \| \| \| 51,3 \| Landesgrenze Saarland–Rheinland-Pfalz \| Landesgrenze Saarland–Rheinland-Pfalz \| \| \| 49,8 \| Saarhölzbach \| Saarhölzbach \| \| \| 46,7 \| Mettlach \| 166 m \| \| \| \| Bundesstraße 51 \| \| \| \| \| Mettlacher Tunnel (1195 m) \| \| \| \| 44,4 \| Besseringen (Hp & Üst) \| Besseringen (Hp & Üst) \| \| \| \| Bundesstraße 51 \| \| \| \| 41,7 \| Merzig (Saar) Industriegelände (Awanst) \| Merzig (Saar) Industriegelände (Awanst) \| \| \| 40,3 \| Merzig (Saar) Stadtmitte \| Merzig (Saar) Stadtmitte \| \| \| 39,2 \| Merzig (Saar) \| 175 m \| \| \| \| von Losheim \| \| \| \| \| nach Waldwisse (bis 1939) \| \| \| \| 35,9 \| Fremersdorf \| Fremersdorf \| \| \| 31,9 \| Beckingen (Saar) \| Beckingen (Saar) \| \| \| 29,0 \| Dillingen (Saar) Katzenschwänz (Awanst) \| Dillingen (Saar) Katzenschwänz (Awanst) \| \| \| \| Niedtalbahn von Niedaltdorf \| \| \| \| 27,0 \| Dillingen (Saar) \| Dillingen (Saar) \| \| \| \| Prims \| \| \| \| \| von/zur Primstalbahn nach Limbach \| \| \| \| 25,3 \| Dillingen (Saar) Süd (Abzw) \| Dillingen (Saar) Süd (Abzw) \| \| \| \| Bundesautobahn 8 \| \| \| \| \| Bundesstraße 51 \| \| \| \| 23,5 \| Saarlouis Hbf \| Saarlouis Hbf \| \| \| \| Bundesstraße 405 \| \| \| \| 21,7 \| Saarlouis Verzinkerei Becker (Awanst) \| Saarlouis Verzinkerei Becker (Awanst) \| \| \| \| Anschlussstrecke von Grube Duhamel \| \| \| \| 19,6 \| Ensdorf (Saar) \| Ensdorf (Saar) \| \| \| \| Anschluss Dampfkraftwerk VSE \| \| \| \| \| Anschluss Griesborn Grube \| \| \| \| \| Bundesstraße 51 \| \| \| \| \| Anschluss Stahlwerk Bous \| \| \| \| 16,1 \| Bous (Saar) \| Bous (Saar) \| \| \| \| nach Hostenbach bzw. Wadgassen \| \| \| \| 14,0 \| Völklingen Saarstahl Walzwerk (Anst) \| Völklingen Saarstahl Walzwerk (Anst) \| \| \| 13,3 \| Völklingen Walzwerke (Abzw) \| Völklingen Walzwerke (Abzw) \| \| \| \| von Hostenbach und Wadgassen \| \| \| \| 10,7 \| Völklingen \| 192 m \| \| \| \| nach Lebach \| \| \| \| \| Bundesstraße 51 \| \| \| \| 6,5 \| Luisenthal (Saar) \| 198 m \| \| \| 3,4 \| Burbach Mitte \| 206 m \| \| \| \| von Saarbrücken von der Heydt \| \| \| \| 2,5 \| Saarbrücken-Burbach \| 204 m \| \| \| \| von/nach Metz \| \| \| \| \| von/nach Wemmetsweiler \| \| \| \| \| Bundesstraße 268 \| \| \| \| 0,0 \| Saarbrücken Hbf \| 208 m \| \| \| \| Nahetalbahn nach Neunkirchen \| \| \| \| \| nach Mannheim und nach Sarreguemines \| \| \| \| \| \| \| \| Quellen: [1][2] \| \| \| \| |                                                             |                                                         |                                                         |
| Strecke |                                                             | von Trier                                               | von Trier                                               |
| Bahnhof | 81,6                                                        | Karthaus                                                | Karthaus                                                |
| Abzweig geradeaus und nach rechts |                                                             | nach Thionville und nach Luxemburg, Trierer Weststrecke | nach Thionville und nach Luxemburg, Trierer Weststrecke |
| Blockstelle | 80,4                                                        | Konz Kuag (Awanst)                                      | Konz Kuag (Awanst)                                      |
| Abzweig geradeaus und von rechts |                                                             | von Luxemburg und von Trierer Weststrecke               | von Luxemburg und von Trierer Weststrecke               |
| Bahnhof | 79,2                                                        | Konz                                                    | Konz                                                    |
| Haltepunkt / Haltestelle | 74,8                                                        | Kanzem                                                  | Kanzem                                                  |
| Haltepunkt / Haltestelle | 72,2                                                        | Wiltingen (Saar)                                        | 143 m                                                   |
| Haltepunkt / Haltestelle | 69,0                                                        | Schoden-Ockfen                                          | Schoden-Ockfen                                          |
| Bahnhof | 64,8                                                        | Saarburg (Bz Trier)                                     | 147 m                                                   |
| Haltepunkt / Haltestelle | 61,2                                                        | Serrig                                                  | Serrig                                                  |
| Haltepunkt / Haltestelle | 54,9                                                        | Taben                                                   | Taben                                                   |
| Blockstelle | 54,9                                                        | Hartsteinwerke J. Düro (Awanst)                         | Hartsteinwerke J. Düro (Awanst)                         |
| Grenze | 51,3                                                        | Landesgrenze Saarland–Rheinland-Pfalz                   | Landesgrenze Saarland–Rheinland-Pfalz                   |
| Haltepunkt / Haltestelle | 49,8                                                        | Saarhölzbach                                            | Saarhölzbach                                            |
| Bahnhof | 46,7                                                        | Mettlach                                                | 166 m                                                   |
| Strecke mit Straßenbrücke |                                                             | Bundesstraße 51                                         | Bundesstraße 51                                         |
| Tunnel |                                                             | Mettlacher Tunnel (1195 m)                              | Mettlacher Tunnel (1195 m)                              |
| Haltepunkt / Haltestelle | 44,4                                                        | Besseringen (Hp & Üst)                                  | Besseringen (Hp & Üst)                                  |
| Strecke mit Straßenbrücke |                                                             | Bundesstraße 51                                         | Bundesstraße 51                                         |
| Blockstelle | 41,7                                                        | Merzig (Saar) Industriegelände (Awanst)                 | Merzig (Saar) Industriegelände (Awanst)                 |
| Haltepunkt / Haltestelle | 40,3                                                        | Merzig (Saar) Stadtmitte                                | Merzig (Saar) Stadtmitte                                |
| Bahnhof | 39,2                                                        | Merzig (Saar)                                           | 175 m                                                   |
| Abzweig geradeaus und von links |                                                             | von Losheim                                             | von Losheim                                             |
| Abzweig geradeaus und ehemals nach rechts |                                                             | nach Waldwisse (bis 1939)                               | nach Waldwisse (bis 1939)                               |
| Haltepunkt / Haltestelle | 35,9                                                        | Fremersdorf                                             | Fremersdorf                                             |
| Bahnhof | 31,9                                                        | Beckingen (Saar)                                        | Beckingen (Saar)                                        |
| Blockstelle | 29,0                                                        | Dillingen (Saar) Katzenschwänz (Awanst)                 | Dillingen (Saar) Katzenschwänz (Awanst)                 |
| Abzweig geradeaus und von rechts |                                                             | Niedtalbahn von Niedaltdorf                             | Niedtalbahn von Niedaltdorf                             |
| Bahnhof | 27,0                                                        | Dillingen (Saar)                                        | Dillingen (Saar)                                        |
| Brücke über Wasserlauf |                                                             | Prims                                                   | Prims                                                   |
| Abzweig geradeaus, nach links und von links |                                                             | von/zur Primstalbahn nach Limbach                       | von/zur Primstalbahn nach Limbach                       |
| Blockstelle | 25,3                                                        | Dillingen (Saar) Süd (Abzw)                             | Dillingen (Saar) Süd (Abzw)                             |
| Strecke mit Straßenbrücke |                                                             | Bundesautobahn 8                                        | Bundesautobahn 8                                        |
| Brücke |                                                             | Bundesstraße 51                                         | Bundesstraße 51                                         |
| Bahnhof | 23,5                                                        | Saarlouis Hbf                                           | Saarlouis Hbf                                           |
| Strecke mit Straßenbrücke |                                                             | Bundesstraße 405                                        | Bundesstraße 405                                        |
| Blockstelle | 21,7                                                        | Saarlouis Verzinkerei Becker (Awanst)                   | Saarlouis Verzinkerei Becker (Awanst)                   |
| Abzweig geradeaus und von links |                                                             | Anschlussstrecke von Grube Duhamel                      | Anschlussstrecke von Grube Duhamel                      |
| Bahnhof | 19,6                                                        | Ensdorf (Saar)                                          | Ensdorf (Saar)                                          |
| Abzweig geradeaus und nach rechts |                                                             | Anschluss Dampfkraftwerk VSE                            | Anschluss Dampfkraftwerk VSE                            |
| Abzweig geradeaus und ehemals nach links |                                                             | Anschluss Griesborn Grube                               | Anschluss Griesborn Grube                               |
| Brücke |                                                             | Bundesstraße 51                                         | Bundesstraße 51                                         |
| Abzweig geradeaus und von rechts |                                                             | Anschluss Stahlwerk Bous                                | Anschluss Stahlwerk Bous                                |
| Bahnhof | 16,1                                                        | Bous (Saar)                                             | Bous (Saar)                                             |
| Abzweig geradeaus und ehemals nach rechts |                                                             | nach Hostenbach bzw. Wadgassen                          | nach Hostenbach bzw. Wadgassen                          |
| Blockstelle | 14,0                                                        | Völklingen Saarstahl Walzwerk (Anst)                    | Völklingen Saarstahl Walzwerk (Anst)                    |
| Blockstelle | 13,3                                                        | Völklingen Walzwerke (Abzw)                             | Völklingen Walzwerke (Abzw)                             |
| Abzweig geradeaus und ehemals von rechts |                                                             | von Hostenbach und Wadgassen                            | von Hostenbach und Wadgassen                            |
| Bahnhof | 10,7                                                        | Völklingen                                              | 192 m                                                   |
| Abzweig geradeaus und ehemals nach links |                                                             | nach Lebach                                             | nach Lebach                                             |
| Brücke |                                                             | Bundesstraße 51                                         | Bundesstraße 51                                         |
| Bahnhof | 6,5                                                         | Luisenthal (Saar)                                       | 198 m                                                   |
| Haltepunkt / Haltestelle | 3,4                                                         | Burbach Mitte                                           | 206 m                                                   |
| Abzweig geradeaus und ehemals von links |                                                             | von Saarbrücken von der Heydt                           | von Saarbrücken von der Heydt                           |
| Bahnhof | 2,5                                                         | Saarbrücken-Burbach                                     | 204 m                                                   |
| Abzweig geradeaus, nach rechts und von rechts |                                                             | von/nach Metz                                           | von/nach Metz                                           |
| Abzweig geradeaus, nach links und von links |                                                             | von/nach Wemmetsweiler                                  | von/nach Wemmetsweiler                                  |
| Brücke |                                                             | Bundesstraße 268                                        | Bundesstraße 268                                        |
| Bahnhof | 0,0                                                         | Saarbrücken Hbf                                         | 208 m                                                   |
| Abzweig geradeaus und nach links |                                                             | Nahetalbahn nach Neunkirchen                            | Nahetalbahn nach Neunkirchen                            |
| Strecke |                                                             | nach Mannheim und nach Sarreguemines                    | nach Mannheim und nach Sarreguemines                    |
| |                                                             |                                                         |                                                         |
| Quellen: |                                                             |                                                         |                                                         |

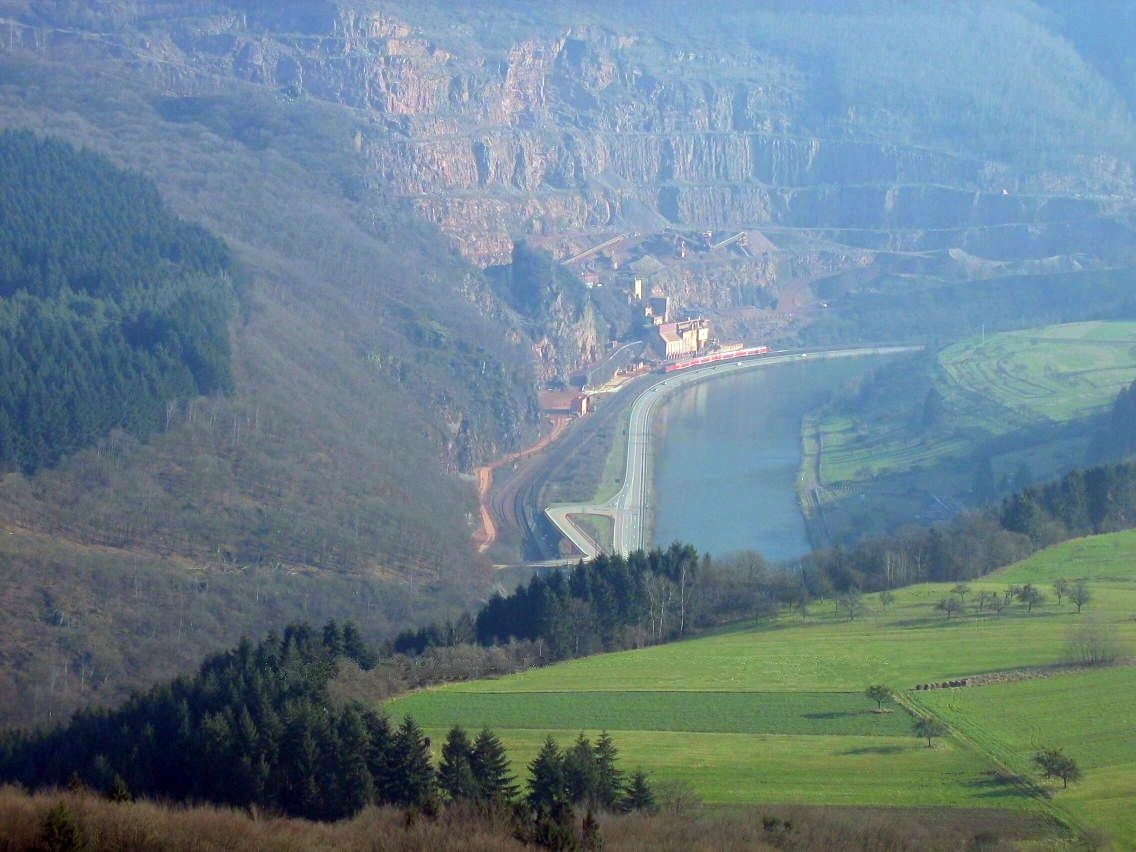
Regional-Express mit Doppelstockwagen vor der Kulisse des großen Quarzit-Steinbruchs im Saartal bei Taben-Rodt

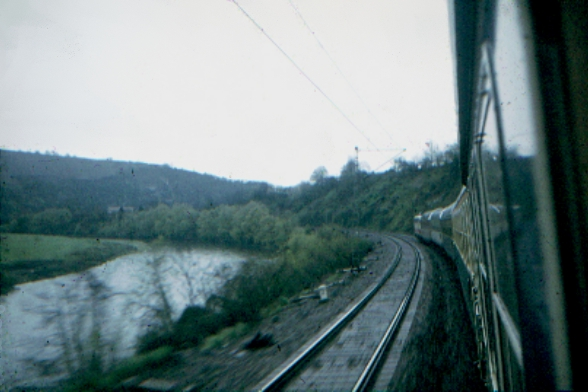
Schnellzug im Saartal bei Mettlach

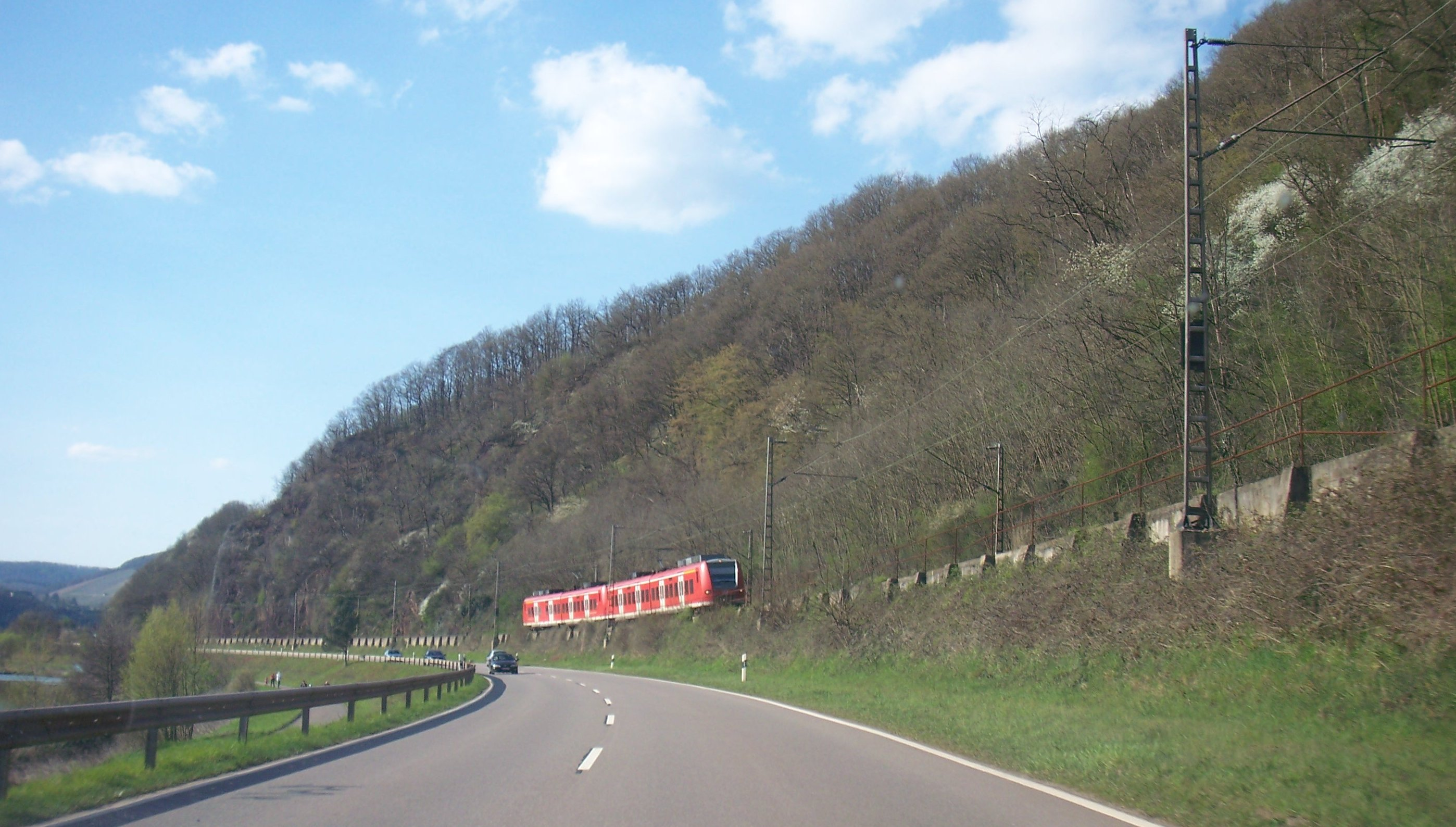
RE auf der Saarstrecke zwischen Saarburg und Serrig

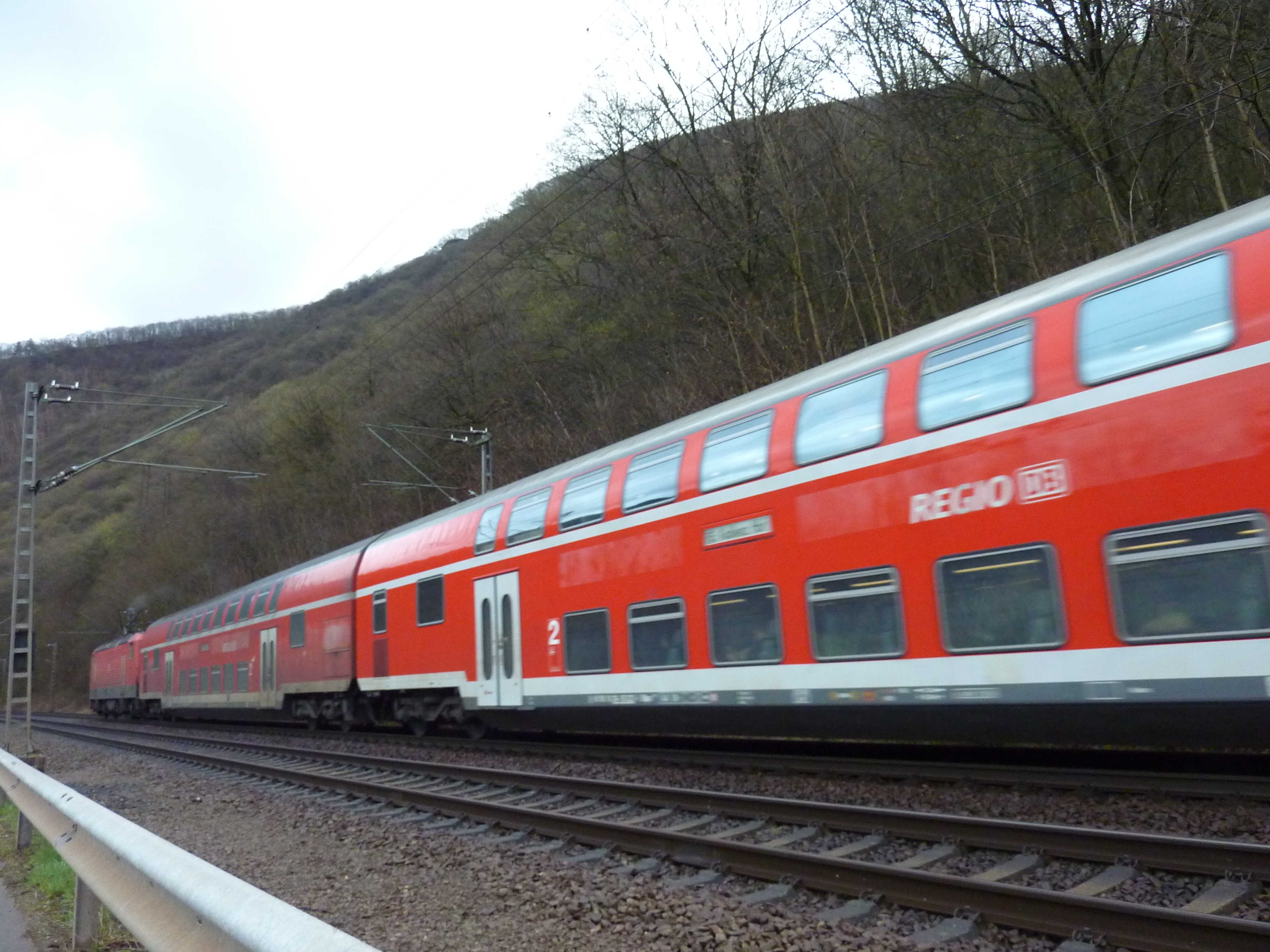
Doppelstockzug auf der Saarstrecke

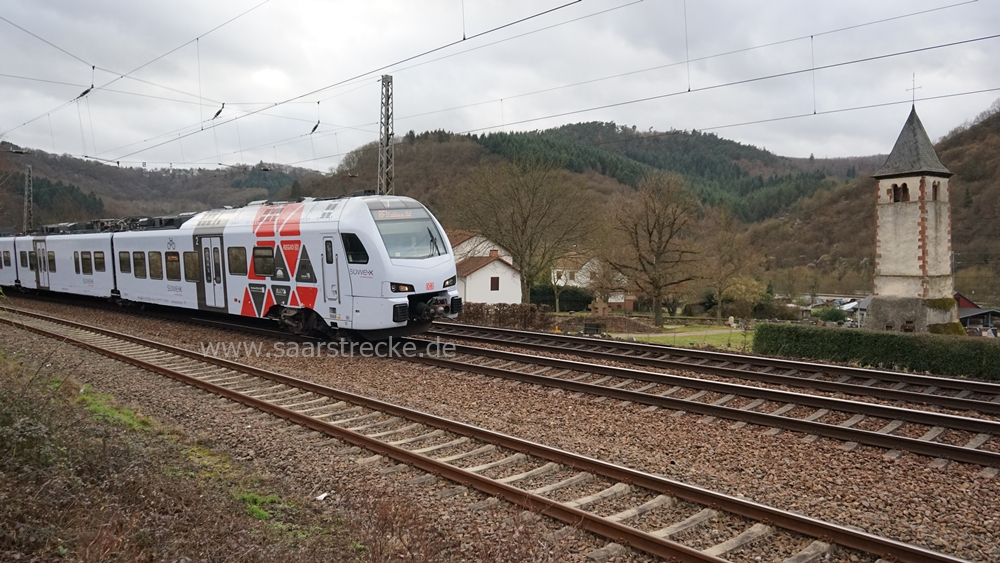
SÜWEX-Fahrzeug in Höhe Serrig

Als Saarstrecke (nicht zu verwechseln mit der Saarbahn) wird heute die Eisenbahnstrecke zwischen Saarbrücken und Konz-Karthaus bezeichnet.
Der Abschnitt Saarbrücken–Saarhölzbach liegt im Gebiet des Verkehrsverbunds SaarVV, der Abschnitt zwischen Taben-Rodt und Karthaus im Gebiet des Verkehrsverbunds Region Trier (VRT).

## Verlauf
Von Saarbrücken aus dem Saartal abwärts folgend wurde die Strecke am 16. Dezember 1858 bis Merzig und am 26. Mai 1860 bis Trier West auf dem linken Moselufer eröffnet. Die Strecke selbst blieb auf dem rechten Ufer der Saar und folgte ihren unzähligen Schleifen, was zu sehr engen Radien führte. Insgesamt werden 99 Kurven gezählt. Nur zwischen Mettlach und Besseringen verkürzt ein Tunnel den Weg über die Saarschleife.
Von Karthaus bis Trier benutzen die Züge die Bahnstrecke Thionville–Trier („Obermoselstrecke“). Ab Trier wurden die Bahnlinien über die Eifelstrecke oder die Moselstrecke bis Köln bzw. Koblenz fortgeführt. Erbauer war die Königliche Saarbrücker Eisenbahn, eine der ersten Eisenbahnen, die dem preußischen Staat gehörten und von ihm betrieben wurden.

## Geschichte

### Preußen
Aufgabe dieser 88 Kilometer langen Strecke war es, die Wirtschaftsräume Trier, Mettlach (Steingut), Völklingen (Eisenverhüttung), Saarbrücken und das weitere Saargebiet mit dem Schwerpunkt der Montanindustrie im Ruhrgebiet und den Nordseehäfen zu verbinden.
Zeitgenössische Quellen vermelden eine Gesamtlänge von 12,051 Preußischen Meilen und geplante Baukosten von 5.600.000 Talern.
Als Ende 1859 die erste Eisenbahn in Trier eintraf, musste diese mit einem Pferdewagen von Ponten über den Berg nach Mettlach gezogen werden, da der Tunnel zu diesem Zeitpunkt noch nicht fertiggestellt war.
Die Saarstrecke hatte von Beginn neben dem Personenverkehr schweren Güterverkehr zu bewältigen, der stets den Einsatz der jeweiligen stärksten Lokomotiven erforderlich machte.
1895 war die Bildung der Preußischen Staatseisenbahnen abgeschlossen. Die Saarbrücker Eisenbahn gehörte nun zur Königlichen Eisenbahndirektion Saarbrücken.
Am 4. November 1918 kam es in einem Reisezug zwischen Völklingen und Bous zu einer Explosion und einem Brand. Dabei starben 14 Menschen, 13 weitere wurden verletzt.
Einschneidende Veränderung brachte das Ende des Ersten Weltkrieges. Der größere Teil der Saarstrecke gehörte zum neu geschaffenen, unter Verwaltung des Völkerbundes stehenden Saargebiet. Der Streckenabschnitt südlich von Mettlach wurde von den Eisenbahnen des Saargebietes (SAAR) betrieben, den nördlichen Abschnitt betrieb die neu geschaffene Deutsche Reichsbahn.
Erst mit der Rückgliederung des Saargebietes 1935 an das Deutsche Reich gehörte die gesamte Strecke wieder zur Reichsbahndirektion Saarbrücken.

### Nachkriegszeit
Mit dem Ende des Zweiten Weltkrieges 1945 wurde die Saarstrecke 1947 wieder aufgeteilt. Der Abschnitt südlich von Saarhölzbach des unter französischem Einfluss stehenden Saarlandes wurde von den Eisenbahnen des Saarlandes (EdS), der nördliche Teil zuerst von der Betriebsvereinigung der Südwestdeutschen Eisenbahnen (SWDE), ab 1951 von der Deutschen Bundesbahn betrieben. Hier war die Bundesbahndirektion Trier bis 1972 zuständig. Mit der Eingliederung des Saarlandes in das Bundesgebiet kam die Strecke in die komplette Obhut der Bundesbahn. Doch erst mit der zollrechtlichen Eingliederung des Saarlandes entfiel der Zollaufenthalt in Saarhölzbach 1959.

### Elektrifizierung
Trotz des starken Montanunion-Güterverkehrs gehörte die Saarstrecke nicht zu den ersten Strecken der Deutschen Bundesbahn, die elektrifiziert wurden. Erste Etappe war Völklingen 1962, später Saarhölzbach 1972, ein Jahr später wurde Trier erreicht, damit war die Strecke gemeinsam mit der Moselstrecke komplett bis Koblenz unter Fahrdraht. Betrieben wird die Strecke mit der DB-üblichen Wechselspannung von 15.000 Volt bei 16 2/3 Hertz. Eine für die 1950er Jahre vorgesehene Elektrifizierung mit dem französischen Industriestromsystem (25 Kilovolt 50 Hz) unterblieb mit der Saareingliederung. Dafür wurde zwischen Frankreich und Deutschland die Kanalisierung der Mosel beschlossen. Die der unteren Saar folgte erst in den 1980er Jahren.

## Verkehr
Neben dem starken Güterverkehr mit schweren Erzzügen von den Nordseehäfen zur Dillinger Hütte und den anderen saarländischen Hüttenwerken dominierte in den früheren Jahren der Kohlenabtransport von den Saargruben. Heute verkehren neben den schweren Erzzügen normale Cargozüge des Kombiverkehrs.

### Fernverkehr
Im Schienenpersonenfernverkehr befuhren die Strecke lange Zeit Schnellzüge von Saarbrücken entweder ab Trier über die Eifelstrecke via Gerolstein oder die Moselstrecke und linke Rheinstrecke via Koblenz nach Köln. Bis zur Elektrifizierung verteilten sich die Schnellzüge ziemlich ausgeglichen auf beide Routen. Erst danach zeigt sich eine deutliche Bevorzugung der Moselstrecke, da die Eifelstrecke bis heute nicht elektrifiziert wurde.
Ab 1973 gab es eine City-D-Zug-Linie (DC) mit drei Zugpaaren über Koblenz und Köln nach Düsseldorf Hauptbahnhof, diese wurden aber schon 1978 wieder eingestellt. Intercity-Komfort, jedoch ohne Speisewagen, aber mit Zugansagen bot in den 1980er Jahren der D 802/803 (Saarbrücken – Trier – Koblenz – Köln – Düsseldorf), der aus Intercity-Wagen der zweiten Klasse und ersten Klasse gebildet war.
Mit der Einführung des Interregio-Netzes ab 1988 wurde die Saarstrecke in dieses Zugsystem eingebunden. Ab 1991 gab es mit der Linie Saarbrücken – Koblenz – Köln – Münster – Bremen – Cuxhaven (zum Teil nach Greifswald) Fernzüge im Zwei-Stunden-Takt. Verdichtet wurde dies durch Eilzüge zwischen Koblenz und Saarbrücken zum Stundentakt. Erst ab 1994 mit der vollständigen Umstellung des Wagenmaterials auf IR-Wagen wurden die Schnellzüge in Interregios umgewandelt. Ab Dezember 2002 fuhren sie jedoch nach Luxembourg, die Saarstrecke ist seitdem ohne Fernverkehr.

### Nahverkehr
Ab 1989 verkehrte auf der Saarstrecke die CityBahn Saar. Sie sorgte für einen Stundentakt zwischen Saarhölzbach (zum Teil ab Trier) über Merzig, Saarlouis, Völklingen und Saarbrücken nach Homburg (Saar). Verstärkt wurden diese Züge durch im Zwei-Stunden-Takt verkehrende Eilzüge von Merzig über Saarbrücken nach Kaiserslautern, die nur in Dillingen, Saarlouis, Völklingen und teilweise in Beckingen und Bous hielten. Mit Einführung der CityBahn wurden die saarländischen Nahverkehrszüge ab 1989 insbesondere auf der Saarstrecke mit Bistrowagen (Kaffeeküch) ausgestattet. Diese wurden auf Grund mangelnder Rentabilität aber schnell wieder abgeschafft. 1995 wurden die CityBahnen in Stadt-Express und ab 1998 in Regionalbahn (RB) sowie Regional-Express (RE) umbenannt.
1996 war geplant, statt der elektrisch bespannten RE-Züge von Saarbrücken nach Koblenz solche von Saarbrücken über Trier nach Köln mit Diesel-Neigezügen über die Eifelbahn zu führen. Technische Probleme vereitelten dieses Projekt, so dass es die mit Doppelstockwagen verkehrende RE-Linie zwischen Saarbrücken und Koblenz (Mosel-Saar-Express) mit Anschluss in Trier nach Köln weiterhin gibt. Diese im Zwei-Stunden-Takt verkehrenden Züge ergänzten sich bis Dezember 2014 mit dem RE 1 Trier – Saarbrücken – Homburg (– Kaiserslautern) zu einem Stundentakt auf der Saarstrecke.
Seit dem Fahrplanwechsel 2014/2015 im Dezember 2014 fahren nach dem Rheinland-Pfalz-Takt 2015 stündlich Regional-Express-Züge von Koblenz über Trier und Saarbrücken bis nach Kaiserslautern und zweistündlich weiter nach Mannheim, so dass hier kein Umstieg mehr erforderlich ist. Diese Züge fahren unter der Marke „SÜWEX“, das als Abkürzung für „Südwestexpress“ steht.
Hinzu kommt die Regionalbahn-Linie RB 71 von Trier Hauptbahnhof über Merzig (Saar), Saarlouis, Saarbrücken Hauptbahnhof und St. Ingbert nach Homburg (Saar) Hauptbahnhof. Die im Stundentakt verkehrende Linie fährt seit 2019 mit Triebwagen der Baureihe 1440. Diese Linie wurde zum Fahrplanwechsel 2014/2015 durch die Linie RB 70 in die Relation (Trier–)Merzig–Kaiserslautern ergänzt, welche ebenfalls im Stundentakt fährt. Dadurch ergibt sich etwa ein Halbstundentakt zwischen Merzig und Homburg. Darüber hinaus gibt es im Abschnitt Trier–Saarburg Verstärkerzüge zur werktäglichen Hauptverkehrszeit, so dass auch hier ein Halbstundentakt herrscht.

### Fahrzeuge
Auf der Saarstrecke kamen zunächst Lokomotiven preußischer Baureihen zum Einsatz, darunter die preußische P 8, die ebenfalls preußische T 18 (die späteren Baureihen 38 und 78). Im Schnellzugverkehr waren es die preußische P 10 (spätere Baureihe 39) und Einheitslokomotiven der Baureihe 01. Im Güterverkehr kamen alle preußischen Güterzuglokomotiven zum Einsatz, in der Zeit der Reichsbahn zudem die schwere Baureihe 44.
Bei diesen Loktypen blieb es nach dem Zweiten Weltkrieg. Hinzu kam im Nahverkehr die Baureihe 23. Lokomotiven der Baureihe 50 bestimmten nach dem Krieg das Bild.
Bei der einsetzenden Verdieselung der Strecke waren Diesellokomotiven wie die der Baureihe V 100 und Baureihe V 160 die üblichen Traktionsmittel, ab 1964 gab es zudem Triebwageneinsätze mit Fahrzeugen der Baureihe VT 24.
Mit der Elektrifizierung kamen Elektrolokomotiven der Baureihe 110 im Schnellzugverkehr, der Baureihe 140 und Baureihe 151 im Güter- und Montanverkehr sowie die Baureihe 141 im Nahverkehr vor n-Wagen-Wendezügen, später als Citybahnwagen in grüner Regiolackierung zum Einsatz. Häufig wurden die Schnell- und Eilzüge auf der Saarstrecke von Mehrsystemlokomotiven der Baureihe 181.2 bespannt. 2002 wechselten die 141-bespannten Züge auf die neuen Triebwagen der Baureihen 425 und 426 über. Vor den Eilzügen nach Koblenz dominiert inzwischen die aus der DDR stammende Elektrolokomotive der Baureihe 143 vor Doppelstockzügen.
Die Güterzüge werden neben der 189 vor schweren Erzzügen in Doppeltraktion oft von Lokomotiven der Baureihe 185 und vereinzelt noch 151 bespannt.
Mit Torpedopfannenwagen zwischen Dillingen und Völklingen und normalen Cargozügen kamen Lokomotiven der SBB bis 28. Februar 2010 auf der Strecke zum Einsatz. Neben der Reihe Re 4/4 II die der Baureihe 185 fast baugleichen Bombardierloks 484.
Die Roheisentransporte (wegen der heißen, größtenteils flüssigen Fracht auch „Suppenzüge“ genannt) zwischen Dillingen und Völklingen werden seit 2011 vertraglich mit der SaarRail GmbH gefahren. Es kamen bis März 2013 Elektrolokomotiven der Baureihe 139 und der Baureihe 185 zum Einsatz. Von März 2013 bis Ende 2018 kamen BB 37000 vor den Suppenzügen zum Einsatz. Heute kommen kürzlich hauptuntersuchte Lokomotiven der Baureihe 151 (151 161 & 151 165) der Saar Rail GmbH zum Einsatz.
Seit Dezember 2014 werden von der DB Regio Südwest unter dem Namen SÜWEX auf der Linie RE 1 (Koblenz – Mannheim) Fahrzeuge der Baureihe 429.1 (Stadler Flirt 3) eingesetzt.
Seit dem Fahrplanwechsel am 15. Dezember 2019 werden Triebzüge des Typs Coradia Continental auch auf der Saarstrecke eingesetzt. Der Probebetrieb mit Fahrgästen (im Rahmen des planmäßigen Verkehrs) hatte bereits seit dem 14. Oktober 2019 stattgefunden. Darüber hinaus bedienen werktäglich zwei Zugpaare des Typs Bombardier Talent 3 in dreiteiliger Ausführung die Saarstrecke von Saarbrücken bis Trier (Linie RB71), welche durch die Vlexx GmbH gefahren werden. Im Rahmen dieser Fahrten werden die Einheiten von Vlexx ins Werk von DB Regio in Trier überführt, wo Vlexx seine Triebzüge warten lässt. Diese Fahrten erfolgen planmäßig als Tauschleistung mit der DB Regio, welche im Gegenzug werktäglich drei Zugpaare auf der Nahestrecke zwischen Saarbrücken und Neubrücke (Nahe) (Linie RB73) bedient. 
Aufgrund der zahlreichen Bögen wird die Strecke zudem häufig für Versuchsfahrten verwendet.